# Monswiller
 Monswiller (en alsacià Munswiller) és un municipi francès, situat a la regió del Gran Est, al departament del Baix Rin. L'any 2006 tenia 2.173 habitants. Limita al nord-oest amb Ottersthal, al nord amb Eckartswiller i Saint-Jean-Saverne, al nord-est amb Steinbourg, a l'oest amb Saverne i al sud-est amb Waldolwisheim.
Forma part del cantó de Saverne, del districte de Saverne i de la Comunitat de comunes del Pays de Saverne.

## Demografia
| 1962  | 1968  | 1975  | 1982  | 1990  | 1999  |
| ----- | ----- | ----- | ----- | ----- | ----- |
| 1.454 | 1.506 | 1.760 | 1.779 | 1.757 | 1.800 |

## Administració
| Període | Identitat      | Partit |
| ------- | -------------- | ------ |
| 2001-   | Pierre Kaetzel |        |